# 25129 Uranoscope
25129 Uranoscope este un asteroid din centura principală de asteroizi.

## Descriere
25129 Uranoscope este un asteroid din centura principală de asteroizi. A fost descoperit pe 16 septembrie 1998 la Caussols în cadrul programului ODAS. Asteroidul prezintă o orbită caracterizată de o semiaxă mare de 2,26 ua, o excentricitate de 0,20 și o înclinație de 6,2° în raport cu ecliptica.